# Dereje Alemu
Pour les articles homonymes, voir Alemu.
 (avril 2018).
 (avril 2018).
Dereje Alemu, né le 30 avril 1990, est un footballeur international éthiopien qui évolue au poste de gardien de but pour le club du Woldia SC.

## Biographie

### Carrière internationale
En 2013, Dereje Alemu participe à la Coupe CECAFA des nations. Lors de cette compétition, il joue trois matchs. L'Éthiopie s'incline en quart de finale face au Soudan.
En janvier 2014, l'entraîneur Sewnet Bishaw l'invite à faire partie de l'équipe d'Éthiopie pour le championnat d'Afrique des nations. L'équipe est éliminée lors de la phase de groupe, après avoir perdu contre le Congo, la Libye et le Ghana.